# آکادمی ملی المپیک و پارالمپیک ایران
آکادمی ملی المپیک و پارالمپیک ایران، یک سازمان ورزشی است که در تهران به ریاست دکتر محمد تابع قرار دارد. آکادمی ملی المپیک در تاریخ ۱۳۸۱/۰۳/۳۱ با حضور ریاست کمیته بین‌المللی المپیک و دیگر مقامات عالی‌رتبه ورزش کشور به طوررسمی افتتاح شد.